# Marilyn (film 2018)
Marilyn è un film del 2018 diretto da Martín Rodríguez Redondo e basato sulla storia vera di Marilyn (Marcelo Bernasconi). È stato trasmesso nella sezione Panorama al 68º Festival internazionale del cinema di Berlino.

## Trama
Marcos è un ragazzo di 18 anni che vive con il fratello maggiore e i genitori, Carlos e Olga, in un ranch per animali che hanno affittato. Marcos ha rubato vari abiti femminili e si reca al carnevale locale travestito da suo alter ego femminile, Marilyn. Lì, balla con il figlio di un allevatore locale, che riconosce chi è Marilyn e si sente per questo imbarazzato. Quando Marcus lascia il carnevale per tornare a casa, viene fermato dal figlio del contadino e violentato. Marcus arriva a casa la mattina dopo, e Olga è furibonda per il comportamento di suo figlio e gli brucia tutti gli abiti femminili che ha nascosto nella sua stanza.
Dopo la morte improvvisa di Carlos, il resto della famiglia è costretto a lasciare la fattoria e a trasferirsi in un nuovo quartiere urbano. Mentre visitano il quartiere , Marcus incontra un giovane che lavora in un negozio locale ed inizia con lui una relazione. Quando Olga scopre la loro relazione, la donna sequestra il cellulare al figlio. Il giorno dopo, di primo mattino, il giovane si sveglia ed uccide sia la madre che il fratello.

## Riconoscimenti[2]
- 2018 - Festival di Berlino
  - Candidatura al miglior film a Martín Rodríguez Redondo
  - Candidatura al miglior regista esordiente a Martín Rodríguez Redondo
- 2018 - Seattle International Film Festival
  - Candidatura al miglior regista a Martín Rodríguez Redondo
- 2018 - Festival internazionale del cinema di San Sebastián
  - Candidatura al miglior film a Martín Rodríguez Redondo
  - Candidatura al miglior film latinoamericano a Martín Rodríguez Redondo
  - Candidatura al Premio Orizzonte a Martín Rodríguez Redondo
- 2018 - Milan International Lesbian and Gay Film Festival
  - Best Feature Film - Cultweek a Martín Rodríguez Redondo
- 2018 - Santiago International Film Festival - SANFIC
  - Nomination International Feature Length a Martín Rodríguez Redondo
- 2018 - TLVFest - The Tel Aviv International LGBT Film Festival
  - Jury Prize for Best Narrative Feature a Martín Rodríguez Redondo